# Finale della Coppa del mondo per club FIFA 2021
La finale della Coppa del mondo per club FIFA 2021 si è disputata sabato 12 febbraio 2022 allo stadio Mohammed bin Zayed di Abu Dhabi tra gli inglesi del Chelsea, vincitori della UEFA Champions League 2020-2021, e i brasiliani del Palmeiras, vincitori della Coppa Libertadores 2021. Ad imporsi è stato il Chelsea, al primo successo nella competizione.

## Squadre partecipanti
| Squadra   | Confederazione | Qualificazione                                  | Partecipazioni precedenti (in grassetto indica la vittoria) |
| --------- | -------------- | ----------------------------------------------- | ----------------------------------------------------------- |
| Chelsea   | UEFA           | Vincitore della UEFA Champions League 2020-2021 | 1 (2012)                                                    |
| Palmeiras | CONMEBOL       | Vincitore della Coppa Libertadores 2021         | Nessuna                                                     |

## Cammino verso la finale
| Chelsea    | Chelsea   | Squadra                            | Palmeiras  | Palmeiras |
| ---------- | --------- | ---------------------------------- | ---------- | --------- |
| Avversario | Risultato | Coppa del mondo per club FIFA 2021 | Avversario | Risultato |
| Al-Hilal   | 1–0       | Semifinali                         | Al-Ahly    | 2–0       |

## Tabellino
| Arbitro: | Chris Beath |

|                                |           |                  |
| Lukaku 54’ Havertz 117’ (rig.) | Marcatori | 64’ (rig.) Veiga |

| Chelsea | Palmeiras |

| P               | 16 | Edouard Mendy       |      |     |
| D               | 4  | Andreas Christensen |      | 91’ |
| D               | 6  | Thiago Silva        |      |     |
| D               | 2  | Antonio Rüdiger     |      |     |
| C               | 28 | César Azpilicueta   |      |     |
| C               | 7  | N'Golo Kanté        |      |     |
| C               | 8  | Mateo Kovačić       |      | 91’ |
| C               | 20 | Callum Hudson-Odoi  |      | 76’ |
| A               | 19 | Mason Mount         |      | 32’ |
| A               | 9  | Romelu Lukaku       |      | 76’ |
| A               | 29 | Kai Havertz         | 118’ |     |
| A disposizione: |    |                     |      |     |
| P               | 1  | Kepa Arrizabalaga   |      |     |
| P               | 13 | Marcus Bettinelli   |      |     |
| D               | 3  | Marcos Alonso       |      |     |
| D               | 14 | Trevoh Chalobah     |      |     |
| D               | 31 | Malang Sarr         |      | 91’ |
| C               | 5  | Jorginho            |      |     |
| C               | 17 | Saúl                |      | 76’ |
| C               | 18 | Ross Barkley        |      |     |
| C               | 22 | Hakim Ziyech        |      | 91’ |
| C               | 23 | Kenedy              |      |     |
| A               | 10 | Christian Pulisic   |      | 32’ |
| A               | 11 | Timo Werner         |      | 76’ |
| Allenatore:     |    |                     |      |     |
| Thomas Tuchel   |    |                     |      |     |

| P               | 21            | Weverton          |        |        |
| D               | 2             | Marcos Rocha      |        | 118’   |
| D               | 15            | Gustavo Gómez     |        |        |
| D               | 13            | Luan              | 115’   | 120+6’ |
| D               | 22            | Joaquín Piquerez  |        |        |
| C               | 28            | Danilo            |        |        |
| C               | 8             | Zé Rafael         |        | 60’    |
| C               | 7             | Dudu              |        | 103’   |
| C               | 23            | Raphael Veiga     |        | 76’    |
| C               | 14            | Gustavo Scarpa    |        |        |
| A               | 10            | Rony              |        | 76’    |
| A disposizione: |               |                   |        |        |
| P               | 31            | Mateus            |        |        |
| P               | 42            | Marcelo Lomba     |        |        |
| D               | 4             | Benjamín Kuscevic |        |        |
| D               | 6             | Jorge             |        |        |
| D               | 12            | Mayke             |        |        |
| D               | 26            | Murilo            |        |        |
| C               | 20            | Eduard Atuesta    | 116’   | 76’    |
| C               | 30            | Jailson           |        | 60’    |
| A               | 11            | Wesley            | 105’   | 76’    |
| A               | 16            | Deyverson         |        | 118’   |
| A               | 19            | Breno Lopes       |        |        |
| A               | 29            | Rafael Navarro    |        | 103’   |
| Allenatore:     |               |                   |        |        |
| Abel Ferreira   | Abel Ferreira | Abel Ferreira     | 120+1’ |        |

| Assistenti arbitrali: Anton Shchetinin (Australia) Ashley Beecham (Australia) Quarto ufficiale: Mustapha Ghorbal (Algeria) Assistente di riserva: Abdelhak Etchiali (Algeria) VAR: Massimiliano Irrati (Italia) Assistenti al VAR: Nicolás Gallo (Colombia) Mokrane Gourari (Algeria) Ammar Al-Jeneibi (Emirati Arabi Uniti) | Regole dell'incontro: - due tempi regolamentari da 45 minuti ciascuno; - due tempi supplementari da 15 minuti ciascuno in caso di parità; - tiri di rigore in caso di ulteriore parità; inizialmente cinque per squadra, e a oltranza fino a spareggio in caso di ulteriore parità; - numero massimo di 23 giocatori per squadra a referto (11 in campo e 12 come potenziali sostituti); - cinque sostituzioni permesse nei tempi regolamentari; una sesta permessa nei tempi supplementari. |